# Jesús Fernández Collado
Jesús Fernández (født 11. juni 1988), til dagligt kendt som Jesús, er en spansk fodboldspiller, der spiller i Real Madrid som målmand.